# Belmonte (freguesia)
Belmonte is een plaats (freguesia) in de Portugese gemeente Belmonte en telt 3227 inwoners (2001).